# Division 2 1978/79
Die Division 2 1978/79 war die 40. Austragung der zweithöchsten französischen Fußballliga. Es handelte sich seit 1970 um eine offene Meisterschaft mit Profis und Amateuren. Gespielt wurde vom 11. August 1978 bis zum 26. Mai 1979; vom 18. Dezember bis 12. Januar gab es eine Winterpause.
Zweitligameister wurde der FC Gueugnon.

## Vereine
Teilnahmeberechtigt waren die 27 Vereine, die nach der vorangegangenen Spielzeit weder in die erste Division auf- noch in die dritte Liga (National) abgestiegen waren; dazu kamen drei Erstligaabsteiger und sechs Aufsteiger aus der National. Diese 36 Teilnehmer spielten in zwei überwiegend nach regionalen Gesichtspunkten eingeteilten Gruppen (eine mit Mannschaften aus dem Norden und Westen sowie eine mit Teams aus dem Süden und Osten).
Somit spielten in dieser Saison folgende Mannschaften um die Meisterschaft der Division 2:
- Gruppe A: Absteiger Troyes Aube Football, Aufsteiger EDS Montluçon, AJ Auxerre, EAC Chaumont, SAS Épinal, SR Saint-Dié, Racing Club Franc-Comtois Besançon, FC Gueugnon, US Toulouse, AS Béziers, Olympique Alès, Aufsteiger Montpellier La Paillade SC, AC Arles, Olympique Avignon, FC Martigues, SC Toulon, AS Cannes, Gazélec FC Ajaccio
- Gruppe B: US Dunkerque, US Grand Boulogne, Absteiger Racing Lens, Aufsteiger SC Amiens, Absteiger FC Rouen, Amicale Lucé, US Melun, Aufsteiger US Orléans, Aufsteiger FC Mulhouse, Aufsteiger AAJ Blois, Stade Rennes, EA Guingamp, Stade Brest, Stade Quimper, FC Tours, LB Châteauroux, FC Limoges, AS Angoulême

Aufstiegsberechtigt waren nur noch die jeweiligen Gruppenersten. In dieser Saison wurde wieder eine Relegation zwischen dem am schlechtesten platzierten Erstligisten, der nicht direkt abstieg, und dem besten, nicht direkt aufstiegsberechtigten Zweitligisten eingeführt, die zu Anfang der Spielzeit noch nicht beabsichtigt war, dann aber wegen des Konfliktes um Gueugnons Aufstieg angesetzt wurde und bis 1993 regelmäßig stattfand.

## Saisonverlauf
Jede Mannschaft trug gegen jeden Gruppengegner ein Hin- und ein Rückspiel aus, einmal vor eigenem Publikum und einmal auswärts. Es galt die Zwei-Punkte-Regel; bei Punktgleichheit gab die Tordifferenz den Ausschlag für die Platzierung. In Frankreich wird bei der Angabe des Punktverhältnisses ausschließlich die Zahl der Pluspunkte genannt; hier geschieht dies in der in Deutschland zu Zeiten der 2-Punkte-Regel üblichen Notation.
Von den Absteigern aus der ersten Division spielte nur Racing Lens um den sofortigen Wiederaufstieg mit, während Rouen sich im oberen Mittelfeld seiner Gruppe wiederfand und Troyes sogar unmittelbar in die dritte Liga „durchgereicht“ wurde. Lens, das auch den torhungrigsten Angriff der Saison besaß, musste sich schließlich den Bretonen von Stade Brestois beugen. In der anderen Gruppe war es zu einem Kopf-an-Kopf-Rennen zwischen Gueugnon und Avignon gekommen, an dem bis kurz vor Saisonende auch noch vier andere Mannschaften chancenreich beteiligt waren und in dem die Entscheidung erst am letzten Spieltag fiel. Zudem hatte nach dem 34. Spieltag lediglich das Torverhältnis den Ausschlag zugunsten der „Burgunder Schmiede“ – Forgerons ist der bis ins 21. Jahrhundert in Frankreich gebräuchliche Spitzname für Gueugnons Spieler – gegeben. Von den sechs Vorjahresaufsteigern musste mit dem SC Amiens lediglich einer umgehend in die dritte Liga zurückkehren.
In den 612 Begegnungen wurden 1.553 Treffer erzielt; das entspricht einem Mittelwert von 2,54 Toren je Spiel. Erfolgreichste Torschützen waren in Gruppe A Antoine Trivino (Gueugnon) mit 24 und in Gruppe B Patrick Martet aus Brest mit 26 Treffern; Letzterer gewann damit die Liga-Torjägerkrone. Zur folgenden Spielzeit kamen der Paris FC und Stade Reims aus der Division 1 neu hinzu; aus der dritthöchsten Liga stiegen mit US Nœux-les-Mines, Le Havre AC, FC Thionville, UES Montmorillon, US Tavaux-Damparis und CS Thonon sechs Mannschaften auf.

## Abschlusstabellen

### Gruppe A
| Pl. | Verein                         | Sp. | S  | U  | N  | Tore    | Diff. | Punkte |
| --- | ------------------------------ | --- | -- | -- | -- | ------- | ----- | ------ |
| 1.  | FC Gueugnon                    | 34  | 18 | 10 | 6  | 068:400 | +28   | 46:22  |
| 2.  | Olympique Avignon              | 34  | 19 | 8  | 7  | 047:270 | +20   | 46:22  |
| 3.  | AS Béziers                     | 34  | 19 | 5  | 10 | 055:310 | +24   | 43:25  |
| 4.  | AJ Auxerre                     | 34  | 19 | 4  | 11 | 056:380 | +18   | 42:26  |
| 5.  | Racing FC Besançon             | 34  | 18 | 6  | 10 | 045:280 | +17   | 42:26  |
| 6.  | Montpellier La Paillade SC (N) | 34  | 17 | 6  | 11 | 057:430 | +14   | 40:28  |
| 7.  | FC Martigues                   | 34  | 16 | 5  | 13 | 062:490 | +13   | 37:31  |
| 8.  | AS Cannes                      | 34  | 13 | 10 | 11 | 038:400 | −2    | 36:32  |
| 9.  | EDS Montluçon (N)              | 34  | 10 | 13 | 11 | 036:350 | +1    | 33:35  |
| 10. | US Toulouse                    | 34  | 13 | 7  | 14 | 042:530 | −11   | 33:35  |
| 11. | EAC Chaumont                   | 34  | 10 | 13 | 11 | 036:490 | −13   | 33:35  |
| 12. | SC Toulon                      | 34  | 12 | 6  | 16 | 042:530 | −11   | 30:38  |
| 13. | SR Saint-Dié                   | 34  | 10 | 10 | 14 | 033:410 | −8    | 30:38  |
| 14. | Olympique Alès                 | 34  | 12 | 4  | 18 | 040:520 | −12   | 28:40  |
| 15. | Gazélec FC Ajaccio             | 34  | 11 | 6  | 17 | 036:530 | −17   | 28:40  |
| 16. | SAS Épinal                     | 34  | 9  | 7  | 18 | 040:520 | −12   | 25:43  |
| 17. | Troyes Aube Football (A)       | 34  | 7  | 10 | 17 | 033:440 | −11   | 24:44  |
| 18. | AC Arles                       | 34  | 5  | 6  | 23 | 024:720 | −48   | 16:52  |

Platzierungskriterien: 1. Punkte – 2. Tordifferenz – 3. geschossene Tore

| (A) | Absteiger aus der Division 1 1977/78 |
| (N) | Neuaufsteiger                        |

### Gruppe B
| Pl. | Verein            | Sp. | S  | U  | N  | Tore    | Diff. | Punkte |
| --- | ----------------- | --- | -- | -- | -- | ------- | ----- | ------ |
| 1.  | Stade Brest       | 34  | 25 | 4  | 5  | 069:220 | +47   | 54:14  |
| 2.  | Racing Lens (A)   | 34  | 21 | 9  | 4  | 074:260 | +48   | 51:17  |
| 3.  | US Dunkerque      | 34  | 17 | 12 | 5  | 051:290 | +22   | 46:22  |
| 4.  | FC Tours          | 34  | 15 | 13 | 6  | 053:390 | +14   | 43:25  |
| 5.  | FC Rouen (A)      | 34  | 13 | 11 | 10 | 052:440 | +8    | 37:31  |
| 6.  | FC Limoges        | 34  | 14 | 9  | 11 | 037:320 | +5    | 37:31  |
| 7.  | Stade Rennes      | 34  | 13 | 10 | 11 | 043:330 | +10   | 36:32  |
| 8.  | EA Guingamp       | 34  | 12 | 12 | 10 | 035:390 | −4    | 36:32  |
| 9.  | US Orléans (N)    | 34  | 13 | 8  | 13 | 036:420 | −6    | 34:34  |
| 10. | LB Châteauroux    | 34  | 11 | 11 | 12 | 032:360 | −4    | 33:35  |
| 11. | Amicale Lucé      | 34  | 13 | 6  | 15 | 041:460 | −5    | 32:36  |
| 12. | AS Angoulême      | 34  | 9  | 13 | 12 | 033:360 | −3    | 31:37  |
| 13. | Stade Quimper     | 34  | 11 | 7  | 16 | 046:560 | −10   | 29:39  |
| 14. | FC Mulhouse (N)   | 34  | 11 | 7  | 16 | 033:430 | −10   | 29:39  |
| 15. | AAJ Blois (N)     | 34  | 9  | 10 | 15 | 039:570 | −18   | 28:40  |
| 16. | US Grand Boulogne | 34  | 7  | 7  | 20 | 033:530 | −20   | 21:47  |
| 17. | US Melun          | 34  | 6  | 6  | 22 | 028:640 | −36   | 18:50  |
| 18. | SC Amiens (N)     | 34  | 3  | 11 | 20 | 028:660 | −38   | 17:51  |

Platzierungskriterien: 1. Punkte – 2. Tordifferenz – 3. geschossene Tore

| (A) | Absteiger aus der Division 1 1977/78 |
| (N) | Neuaufsteiger                        |

## Kein Aufstieg für Amateurmannschaften
Mit dem FC Gueugnon hatte sich ein Verein sportlich für den Aufstieg in die Division 1 qualifiziert, der dem Berufsfußball ablehnend gegenüberstand. Der Klub rekrutierte seine Spieler überwiegend aus der Region und bildete viele auch selbst aus. Sein Saisonbudget bestritt er zum einen aus seinen Eintrittsgeldern, die etwa beim Derby gegen die AJ Auxerre am letzten Spieltag von über 9.000 Zuschauern entrichtet worden waren; zum anderen konnte der Verein sich zu dieser Zeit auch noch auf die Unterstützung eines ortsansässigen metallverarbeitenden Betriebs stützen, bei dem zahlreiche Spieler arbeiteten.
Deshalb beantragte die Klubführung beim zuständigen Gremium des Fußballverbandes, auch in der höchsten Spielklasse keinen Profistatus annehmen zu müssen, sondern weiterhin als Amateurverein darin spielen zu dürfen. Dieses Ansinnen wurde vom Groupement des Clubs Professionnels rundheraus abgelehnt. Daraufhin verzichtete der FC Gueugnon, der zwischenzeitlich auch noch Meister der zweiten Division geworden war (siehe hierunter), auf den Aufstieg, wovon nicht der Gruppenzweite aus Avignon, sondern der Erstliga-18 profitierte. Es sollte noch bis 1988 dauern, ehe der FC den Professionalismus für sich akzeptierte, und sogar noch bis 1995, ehe ihm der Aufstieg in die erste Liga erneut gelang.

## Ermittlung des Meisters
Die beiden Gruppensieger trafen in Hin- und Rückspiel aufeinander, um den diesjährigen Meister der Division 2 zu ermitteln. Dabei setzte sich der FC Gueugnon sowohl vor eigenem als auch vor fremdem Publikum (1:0 und 2:1) durch, wodurch die Amateurelf aus der Bourgogne sich den Meistertitel sicherte.
| Gruppe A    | Gesamt | Gruppe B    | Hinspiel | Rückspiel |
| ----------- | ------ | ----------- | -------- | --------- |
| FC Gueugnon | 3:1    | Stade Brest | 1:0      | 2:1       |

## Relegation
Nach dem gleichen Modus kämpften die beiden Gruppenzweiten darum, wer gegen den Drittletzten der höchsten Spielklasse die Barrages um einen weiteren Aufstiegsplatz bestreiten durfte. Hierbei gewann Avignon zunächst mit 2:0, verlor aber das Rückspiel in Lens 1:4, so dass die Nordfranzosen diese Möglichkeit erhielten. Durch den Aufstiegsverzicht des FC Gueugnon und den Klassenerhalt für den 18. der Division 1, die US Valenciennes-Anzin, kam es dann allerdings dazu, dass Lens gegen den Erstliga-19. Paris FC anzutreten hatte. Diese beiden Partien endeten jeweils mit einem torlosen Unentschieden, das zweite davon nach Verlängerung; der Zweitligist setzte sich dann im entscheidenden Elfmeterschießen durch und stieg in die erste Division auf.
| Gruppe A          | Gesamt | Gruppe B    | Hinspiel | Rückspiel |
| ----------------- | ------ | ----------- | -------- | --------- |
| Olympique Avignon | 3:4    | Racing Lens | 2:0      | 1:4       |

| Division 2  | Gesamt          | Division 1 | Hinspiel | Rückspiel |
| ----------- | --------------- | ---------- | -------- | --------- |
| Racing Lens | 0:0 (3:2 i. E.) | Paris FC   | 0:0      | 0:0       |